# Mihail Osipovič Dolivo-Dobrovoljski
Mihail Osipovič Dolivo-Dobrovoljski (rusko Михаи́л О́сипович Доли́во-Доброво́льский), ruski elektroinženir in izumitelj, * 2. januar (21. december 1861, ruski koledar) 1862, Gatčina pri Sankt Peterburgu, Ruski imperij (danes Rusija), † 15. november (3. november) 1919, Heidelberg, Nemčija.

## Življenje in delo
Dolivo-Dobrovoljski je končal realno šolo v Odesi kjer je njegov oče izdajal mestni časopis Pravda. Leta 1878 se je vpisal na Politehniški inštitut v Rigi, vendar so ga zaradi sodelovanja v študentskih nemirih leta 1881 ob atentatu organizacije Narodna volja na carja Aleksandra II. izključili in mu onemogočili nadaljnje šolanje v celotni Rusiji. Na Politehniki ga je začela zanimati elektrotehnika. 
Med letoma 1881 in 1884 je študiral elektrotehniko na Strojni fakulteti v Darmstadtu. Po diplomi na darmstadtski  visoki tehniški šoli je bil nekaj časa asistent, nato pa se je zaposlil kot konstrukter v tovarni elektrotehniškega podjetja v Edisonovi lasti, »Nemške Edisonove družbe za uporabno elektriko« (Deutsche Edison-Gesellschaft für angewandte Elektricität), predhodnici tovarne AEG, ustanovljene leta 1882. Nanj je postal pozoren Emil Moritz Rathenau, ustanovitelj Družbe in tovarne AEG, ter od leta 1903 glavni direktor AEG. Dolivo-Dobrovoljski je postal glavni inženir tovarne AEG in leta 1909 njen glavni direktor. Večino časa je delal v tej tovarni, razen v obdobju med letoma 1903 in 1909, ko je delal v Švici. Med letoma 1914 in 1918 je bil ponovno ruski državljan, v času oktobrske revolucije leta 1917 pa se je preselil v Nemčijo.
V tem času so v elektrotehniki delali z enosmernim tokom. Dolivo-Dobrovoljski je leta 1888 izdelal prvi trifazni generator z močjo 2,2 kW in trifazni asinhronski elektromotor (moči 100 W) z rotorjem iz litega železa z nasajenim votlim bakrenim valjem. Proučeval je dvofazne motorje, kakršne je gradil v začetku Tesla. Po Teslovih motorjih je Dolivo-Dobrovoljski zgradil generatorje in motorje za trifazni tok, ki jih je sicer Tesla predvidel v svoji patentni prijavi. Tovarna AEG se je obvarovala od zahtev Tesle, katerega niso vprašali za dovoljenje gradnje strojev po njegovih patentih, in je razglasila vse naprave zgrajene po »trifaznem sistemu Dolivo-Dobrovoljskega.« 
Dolivo-Dobrovoljski je raziskoval zvezdne in trikotniške vezave. Med letoma 1887 in 1888 je izboljševal ampermetre in voltmetre za merjenje enosmernega in izmeničnega toka. 
S svojim sistemom je leta 1889 prenašal električno energijo z močjo (220 kW) na razdalji 175 km z napetostjo 8500 V. Ta sistem je izdelal v enem letu.
Na Mednarodni elektrotehniški razstavi v Frankfurtu so leta 1891 uporabili njegov sistem za prenos električne energije moči 300 KM (220 kW) od slapa Neckarja pri Lauffenu po trifaznem prostem vodu, dolgem 175 km, z napetostjo 15.000 V. Generatorska napetost ob slapu je bila 355 V, prostovodno napetost so pretvarjali na 100 V za uporabo na razstavi. Ta prvi daljši trifazni prenos se je dobro obnesel in so za njim v Nemčiji začeli pripravljati vedno večje projekte, z gradnjami elektrarn ob slapovih ali na premogovnikih, za preskrbo bližnjih in tudi vedno bolj oddaljenih industrijskih središč in mest z električno pogonsko močjo. Največjo pobudo za lauffenske naprave je dala poleg švicarske tovarne Oerlikon, AEG. Istega leta je Dolivo-Dobrovoljski izdelal prvi trifazni transformator in kratkostični indukcijski motor.
Pri organiziranju Politehniškega inštituta v Sankt Peterburgu so leta 1901 prosili Dolivo-Dobrovoljskega da ustanovi katedro za elektrotehniko in vodi prvo rusko visoko šolo za močnostno elektrotehniko. Zaradi odsotnosti se povabilu ni odvzval.